# MHK Dinamo Moskwa
MHK Dinamo Moskwa (ros. МХК Динамо Москва) – rosyjski klub hokeja na lodzie juniorów z siedzibą w Moskwie.

## Historia
- Dinamo 2 Moskwa (–2009)
- MHK Dinamo Moskwa (2009-2010)
- Szerif Twer (2010-2011)
- HK MWD Bałaszycha (2011-2017)
- MHK Dinamo Moskwa (2017-)

Od 2009 drużyna juniorska, stowarzyszona z klubem seniorskim Dinamo Moskwa z KHL, występuje w rozgrywkach MHL. Do pierwszej edycji MHL (2009/2010) przystąpił zespół MHK Dinamo Moskwa. Przed sezonem MHL (2010/2011) została ona wycofana z rozgrywek, a w wyniku powiązanej z tym reorganizacji klubowej dotychczasowa drużyna z MHL, Szerif Bałaszycha, została przeniesiona do Tweru i podjęła występy w MHL. Przed sezonem MHL (2011/2012) ekipę Szerifa zastąpił klub HK MWD Bałaszycha. Przed sezonem MHL (2017/2018) zespół MWD został zastąpiony przez MHK Dinamo Moskwa.
We wrześniu 2020 ogłoszono, że drużyna MHK będzie rozgrywać swoje mecze w Krasnogorsku.
W sezonie MHL 2020/2021 drużyna była najlepsza w sezonie zasadniczym ligi, po czym zdobyła mistrzostwo rozgrywek.

## Sukcesy
- Pierwsze miejsce w Konferencji Zachód w sezonie zasadniczym MHL: 2021
- Pierwsze miejsce w sezonie zasadniczym MHL: 2021
- Złoty medal MHL /  Puchar Charłamowa: 2021

## Szkoleniowcy
- Anatolij Antipow (2009/2010)[10]
- Siergiej Orieszkin, Nikołaj Warianow (2011/2012)[11]
- Siergiej Orieszkin (2012-2015)[12][13][14]
- Siergiej Pietrienko (2015-2017)[15][16]
- Anatolij Antipow (2017)[17]
- Alaksandr Żuryk (2017-2019)[18][19]
- Jarosław Luzienkow (2019-2022)[20][21][22]
- Anton Korriedor (2022-)[23]

Trenerami w sztabie zostali Ihor Karpenko (w MWD), Aleksandr Stiepanow, Andriej Szefier, Dmitrij Subbotin (od 2019).